# Lliga catalana de bàsquet femenina 1984-1985
La Lliga catalana de bàsquet femenina 1984-1985 fou la quarta edició de la Lliga catalana de bàsquet. La competició se celebrà des del 16 de setembre a l'1 de novembre de 1984 i fou organitzada per la Federació Catalana de Basquetbol. Hi participaren quatre equips, El Masnou Comansi, Hospitalet-ATO, Hispano Francès i Club Bàsquet ADEPAF. Hi disputaren una primera fase en format de lligueta a doble partit per determinar els dos equips finalistes. Es classificaren per la final el Masnou-Comansi i l'Hospitalet-ATO i es proclamà campió el club masnovenc per 86 a 78, que aconseguí el seu primer títol, quart amb la denominació Comansí. La final es disputà el 1 de novembre de 1984 al Pavelló Sant Josep de Badalona i fou retransmesa en directe per TV3.

## Primera fase

### Taula de resultats
| Casa \ Fora       | ADE   | HIS   | HOS   | MAS   |
| ----------------- | ----- | ----- | ----- | ----- |
| ADEPAF            | —     | 84–57 | 61–53 | 42–67 |
| Hispano Francès   | 62–66 | —     | 50–72 | 69–81 |
| Hospitalet-ATO    | 66–39 | 59–58 | —     | 55–72 |
| El Masnou Comansi | 72–63 | 92–49 | 68–49 | —     |

### Competició

#### Primera jornada
| 16 de setembre de 1984 | El Masnou-Comansi                | 92–49                            | Hispano Francés                  |                          |  |
| 12:00 CET              | Puntuació per part: 50-19, 42-30 | Puntuació per part: 50-19, 42-30 | Puntuació per part: 50-19, 42-30 |                          |  |
|                        | Pts: Junyer 22                   | Informe                          | Pts: Ferré 14                    | Àrbitres: Esteban i Alós |  |

| 16 de setembre de 1984 | Hospitalet-ATO                   | 66–39                            | ADEPAF                           |                            |  |
| 12:30 CET              | Puntuació per part: 32-20, 34-19 | Puntuació per part: 32-20, 34-19 | Puntuació per part: 32-20, 34-19 |                            |  |
|                        | Pts: Jiménez 18                  | Informe                          | Pts: Cros 24                     | Àrbitres: Catalán i Moreno |  |

#### Segona jornada
| Error: temps no vàlid | ADEPAF | 42–67 | El Masnou-Comansi |  |  |
|                       |        |       |                   |  |  |
|                       |        |       |                   |  |  |

| Error: temps no vàlid | Hospitalet-ATO | 59–58 | Hispano Francès |  |  |
|                       |                |       |                 |  |  |
|                       |                |       |                 |  |  |

#### Tercera jornada
| 23 de setembre de 1984 | Hispano Francès                  | 62–66   | ADEPAF       |                               |  |
|                        | Puntuació per part: 33-31, 29-35 |         |              |                               |  |
|                        | Pts: Obis 20                     | Informe | Pts: Cros 24 | Àrbitres: Puertas i Fernández |  |

| 24 de setembre de 1984 | El Masnou-Comansi                | 68–49   | Hospitalet-ATO  |  |  |
|                        | Puntuació per part: 31-27, 37-22 |         |                 |  |  |
|                        | Pts: Junyer 27                   | Informe | Pts: Jiménez 19 |  |  |

#### Quarta jornada
| 26 de setembre de 1984 | Hispano Francès                  | 69–81                            | El Masnou-Comansi                |                                    |  |
| 20:30 CET              | Puntuació per part: 30-39, 39-42 | Puntuació per part: 30-39, 39-42 | Puntuació per part: 30-39, 39-42 |                                    |  |
|                        | Pts: Obis 14                     | Informe                          | Pts: Junyer 36                   | Àrbitres: Rodríguez Rayo i Del Rio |  |

| 27 de setembre de 1984 | ADEPAF | 61–53   | Hospitalet-ATO |  |
| 20:30 CET              |        |         |                |  |
|                        |        | Informe |                |  |

#### Quinta jornada
| 30 de setembre de 1984 | Hispano Francès                  | 50–72                            | Hospitalet-ATO                   |                                 |  |
| 11:00 CET              | Puntuació per part: 28-27, 22-45 | Puntuació per part: 28-27, 22-45 | Puntuació per part: 28-27, 22-45 |                                 |  |
|                        | Pts: Ferré 14                    | Informe                          | Pts: Inglés 23                   | Àrbitres: Berdonces i Mongillot |  |

| 30 de setembre de 1984 | El Masnou-Comansi                | 72–63                            | ADEPAF                           |                                |  |
| 12:30 CET              | Puntuació per part: 37-32, 35-31 | Puntuació per part: 37-32, 35-31 | Puntuació per part: 37-32, 35-31 |                                |  |
|                        | Pts: Junyer 23                   | Informe                          | Pts: Cros 19                     | Àrbitres: Fernández i Bofarull |  |

#### Sexta jornada
| 4 d'octubre de 1984 | Hospitalet-ATO                   | 55–72                            | El Masnou-Comansi                |                             |  |
| 20:00 CET           | Puntuació per part: 23-37, 32-35 | Puntuació per part: 23-37, 32-35 | Puntuació per part: 23-37, 32-35 |                             |  |
|                     | Pts: Jiménez 11                  | Informe                          | Pts: Llop 34                     | Àrbitres: Pérez Sanz i Miño |  |

| 4 d'octubre de 1984 | ADEPAF                           | 84–57                            | Hispano Francès                  |                             |  |
| 20:00 CET           | Puntuació per part: 47-22, 37-35 | Puntuació per part: 47-22, 37-35 | Puntuació per part: 47-22, 37-35 |                             |  |
|                     | Pts: Mayolas 27                  | Informe                          | Pts: Aragall, Montes, Obis 10    | Àrbitres: Casas i Fabrelles |  |

### Classificació
Després de la finalització de la fase de lligueta, es classificaren per disputar la final el El Masnou Comansi, quarta consecutiva amb la denominació Comansi, i l'Hospitalet-ATO. L'ADEPAF, tot i estar empatat a punts amb el club hospitalenc, perdé el bàsquet average en els dos duels directes.
| Pos | Equip             | PJ | PG | PE | PP | PF  | PC  | DP   | Pts |
| --- | ----------------- | -- | -- | -- | -- | --- | --- | ---- | --- |
| 1   | El Masnou Comansi | 6  | 6  | 0  | 0  | 452 | 327 | +125 | 12  |
| 2   | Hospitalet-ATO    | 6  | 3  | 0  | 3  | 354 | 348 | +6   | 9   |
| 3   | ADEPAF            | 6  | 3  | 0  | 3  | 355 | 377 | −22  | 9   |
| 4   | Hispano Francès   | 5  | 0  | 0  | 5  | 345 | 454 | −109 | 5   |

## Final
La final de la Lliga catalana 1984 la disputaren el Masnou-Comansi i l'Hospitalet-ATO, proclamant-se campió l'equip masnovenc per 86 a 78. Se celebrà l'1 de novembre de 1984 al Pavelló Sant Josep de Badalona i fou retransmesa en directe per TV3. A nivell individual, destacà el duel de les pivots catalanes Rosa Castillo, per part masnovenca, i Gina Elias, per part hospitalenca, amb 26 i 14 punts respectivament.
| 1 de novembre 12:00 CET Informe | El Masnou Comansi                  | 86–78 | Hospitalet-ATO  | Pavelló Sant Josep, Badalona Àrbitres: Fernández i Muñoz Tobías |
| 1 de novembre 12:00 CET Informe | Resultat per meitats: 46-42, 40-36 |       |                 | Pavelló Sant Josep, Badalona Àrbitres: Fernández i Muñoz Tobías |
| 1 de novembre 12:00 CET Informe | Pts: Castillo 26                   |       | Pts: Jiménez 18 | Pavelló Sant Josep, Badalona Àrbitres: Fernández i Muñoz Tobías |

| El Masnou Comansi | Hospitalet-ATO |

| #            | Pos   | Jugadora       | Pts |
| ------------ | ----- | -------------- | --- |
| 4            | A     | M. Medianero   | 0   |
| 5            | P     | Judith Solana  | 0   |
| 6            | P     | Rosa Castillo  | 26  |
| 7            | A     | Joana Grau     | 2   |
| 8            | A     | Marta Aragay   | 9   |
| 9            | A     | Mangas         | 0   |
| 11           | B     | Anna Junyer    | 14  |
| 12           | A     | Roser Llop     | 14  |
| 13           | P     | Rosi Medianero | 0   |
| 14           | P     | Rosa Sánchez   | 21  |
| 15           | B     | Lluís          | 0   |
| Equip        | Equip | Equip          | 86  |
| Entrenadora  |       |                |     |
| Neus Bartran |       |                |     |

| Campió de la Lliga Catalana 1984-1985 |
| ------------------------------------- |
| El Masnou Comansi Primer títol        |

| #                  | Pos   | Jugadora            | Pts |
| ------------------ | ----- | ------------------- | --- |
| 4                  | A     | Montserrat Argullós | 0   |
| 5                  | B     | Teresa Almoguera    | 0   |
| 6                  | A     | Evelín Inglés       | 6   |
| 7                  | B     | Mercè Andorra       | 12  |
| 8                  | P     | Eulàlia Vila        | 4   |
| 9                  | A     | Sílvia Font         | 12  |
| 10                 | B     | Sandra Murray       | 12  |
| 11                 | P     | Clara Jiménez       | 18  |
| 13                 | P     | Gina Elias          | 14  |
| 14                 | A     | Teresa Parra        | 0   |
| 15                 | P     | Glòria Pladellorens | 0   |
| Equip              | Equip | Equip               | 78  |
| Entrenador         |       |                     |     |
| Joan Maria Gavaldà |       |                     |     |